# Binzasara

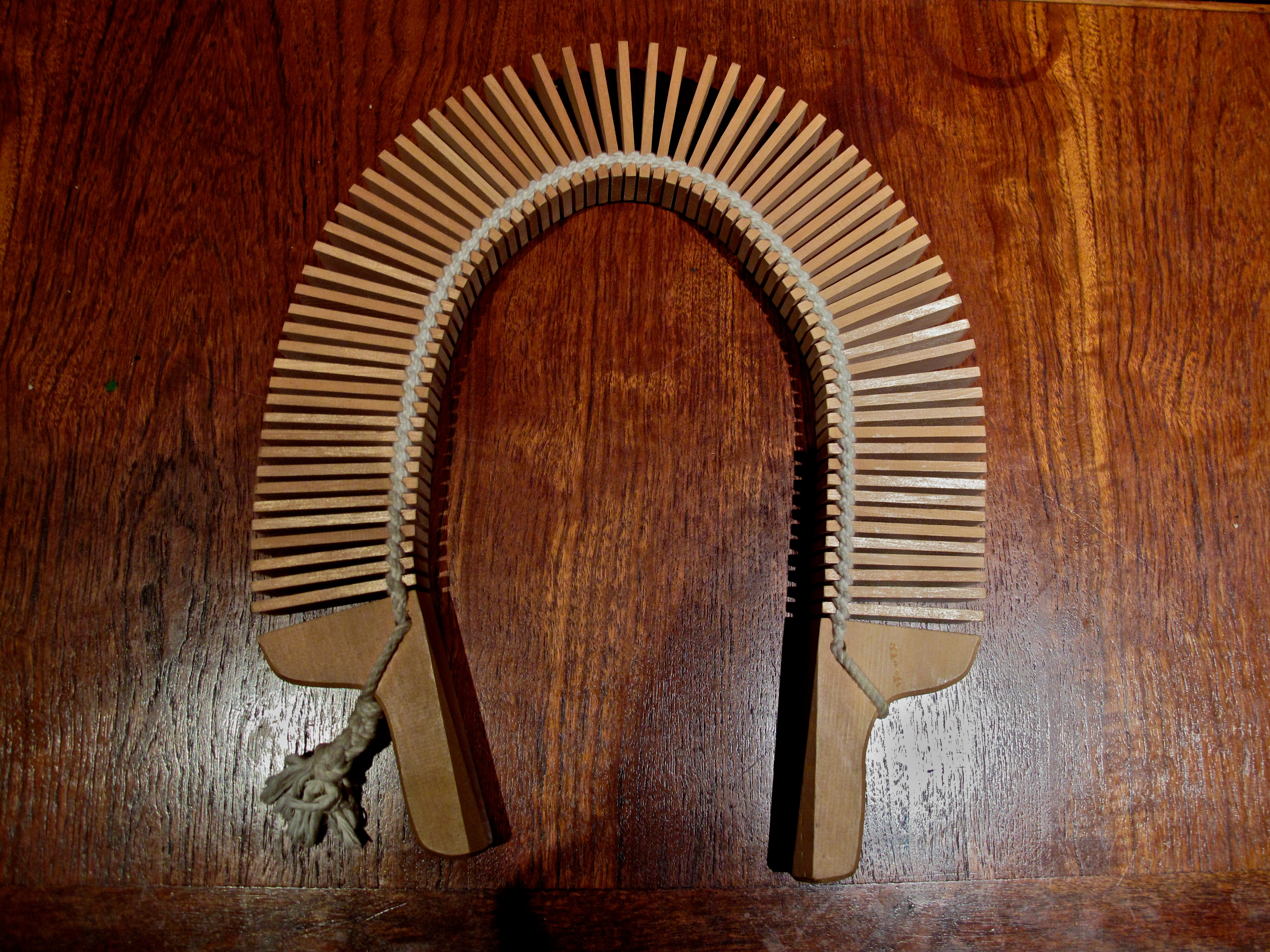
Un binzasara.

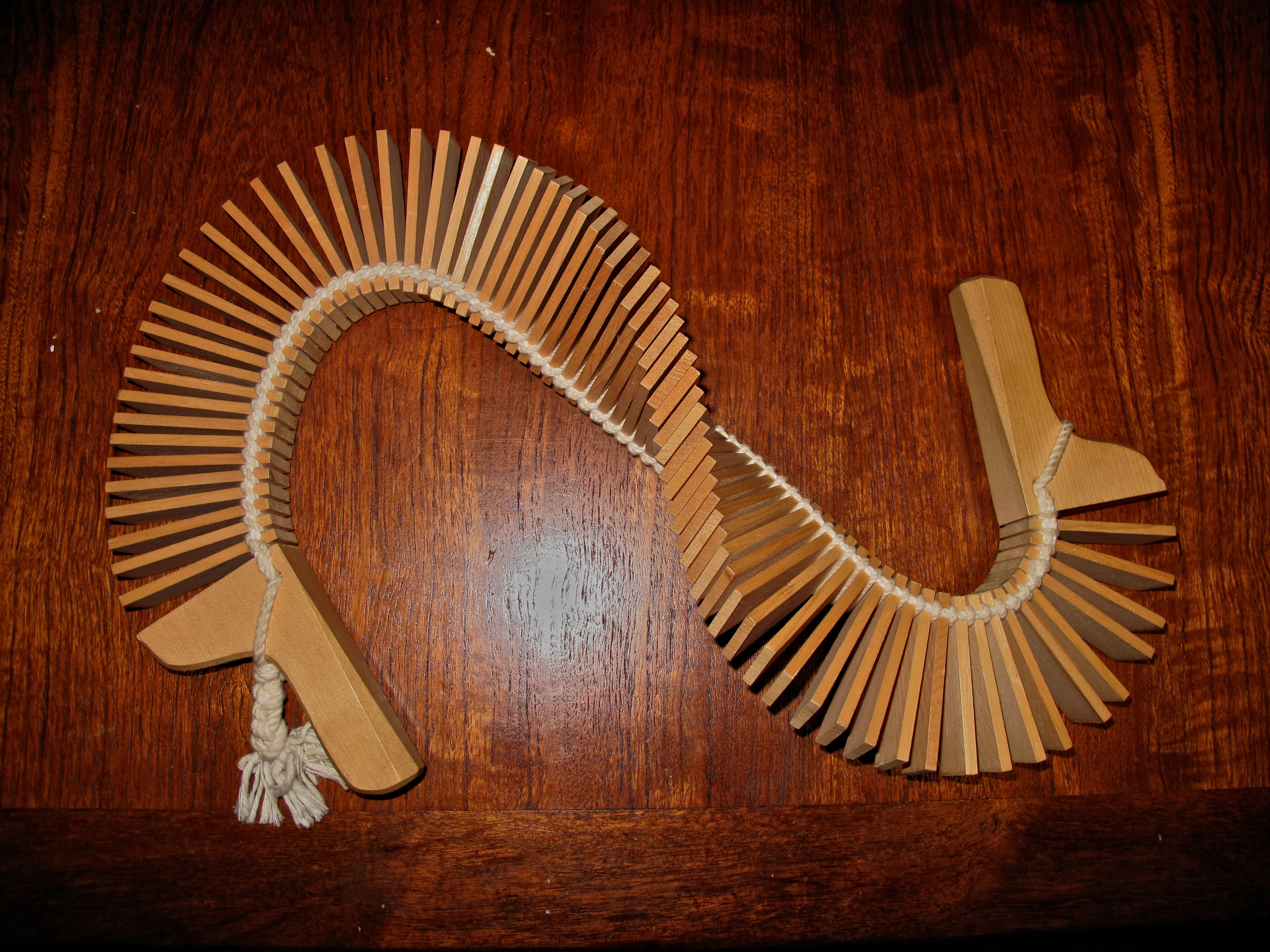
Binzasara dans une autre position.

Le binzasara (編木 / 板ざら) est un instrument à percussion de la musique traditionnelle japonaise utilisé pour les chansons populaires, les danses paysannes et le théâtre kabuki. L'instrument se compose de nombreuses plaquettes de bois reliées par un fort cordon de coton tressé. En utilisant les poignées à chaque extrémité, on joue du binzasara en faisant onduler les plaquettes comme une vague,.